# Altelatipes brevirostris
Altelatipes brevirostris is een tienpotigensoort uit de familie van de Benthesicymidae. De wetenschappelijke naam van de soort is voor het eerst geldig gepubliceerd in 1991 door Kikuchi & Nemoto.